# Mary Astell
Pour les articles homonymes, voir Astell.
Mary Astell, née le 12 novembre 1666 et morte le 11 mai 1731, est une théologienne anglaise.

## Biographie
Mary Astell, naît le 12 novembre 1666. Cette femme britannique est l'une des premières femmes érudites à critiquer les théories de l'assujettissement des femmes. Mary Astell a su mettre en évidence les contradictions du nouveau droit naturel qui, d'un côté, fondait le contractualisme politique et, de l'autre, excluait les femmes du même contrat. En 1700, elle publie anonymement ses Réflexions sur le mariage, livre qui aura une grande diffusion en Angleterre. Dans cet ouvrage elle réalise une critique du Traité du gouvernement civil de John Locke. En effet, Locke tout en réfutant le pouvoir naturel du monarque sur ses sujets avait soutenu le caractère naturel de la domination conjugale (du mari sur la femme et les enfants). Mary Astell critique l'argument de l'assujettissement naturel des femmes basé sur l'idée que le mari est "le plus capable et le plus fort". Elle insiste sur le caractère politique de cet assujettissement ce qui lui permet de lutter contre l'idée largement répandue selon laquelle les femmes sont inférieures par nature aux hommes. 
Locke, pour justifier la soumission de la femme à l'homme s'appuie sur les textes bibliques et en particulier sur la Première épître aux Corinthiens, qu'il analyse dans la Paraphrase and Notes on the first Epistle of St Paul to the Corinthians en 1706. Mary Astell, qui est théologienne, réfute cet argument en renvoyant le texte biblique à la morale chrétienne et non à la philosophie. La Bible est un guide pour l'individu mais ne doit pas être invoqué pour résoudre des débats philosophiques.
C'est l'une des premières femmes anglaises à promouvoir l'idée que les femmes sont aussi rationnelles que les hommes, et méritent tout autant une éducation. En 1694, son ouvrage Serious Proposal to the Ladies for the Advancement of their True and Greatest Interest présente un plan pour un collège exclusivement pour femmes.

## Autres références
- Françoise Collin, Evelyne Pisier et Eleni Varikas, Les femmes de Platon à Derrida. Anthologie critique, Ed. Dalloz, Paris, 2011.
- Line Cottegnies (dir.) (trad. de l'anglais), Mary Astell et le féminisme en Angleterre au xviie siècle, Lyon, ENS Éditions, 2008, 224 p. (ISBN 978-2-84788-126-4, lire en ligne)
- Eleni Varikas, "Naturalisation de la domination et pouvoir légitime dans la théorie politique classique", in Gardey D. et Löwy I. L'invention du naturel. Les sciences et la fabrication du féminin et du masculin, Ed. des archives contemporaines, Paris, 2000.